# Silvia Fazzo
Silvia Fazzo ist eine italienische Philosophiehistorikerin und Klassische Philologin. Sie ist seit 2021 Professorin für Philosophie der Antike und des Mittelalters an der Università del Piemonte Orientale sowie Direktor und Chefredakteurin von Aristotelica, einer ausschließlich Aristoteles gewidmeten wissenschaftlichen Zeitschrift des Istituto per il Lessico Intellettuale Europeo e Storia delle Idee des italienischen Consiglio Nazionale delle Ricerche.

## Werdegang
Nach dem Erwerb der Laurea in Klassischer Philologie an der Universität Pavia (1985) lehrte sie von 1987 am Liceo classico Cesare Beccaria in Mailand. Sie war Frances Yates Fellow am Warburg Institute der University of London (1992/1993). Daneben erwarb sie ein Doktorat in Philosophie an der Universität Turin (1997) und ein Doktorat in Klassischer Philologie (Italien, Universität Trient, 2004 bis 2009) und in Philosophie (in Lille, 2004 bis 2009; zuvor hatte sie ein Diplôme d’Études Approfondies an der École Pratique des Hautes Études absolviert). In 2016 hat sie die Habilitation als Professor Ordinarius in Geschichte der Philosophie erlangt sowie als Associate Professor in Klassischer und spätantiker Philologie (2014) .

## Forschungsschwerpunkte
Fazzo arbeitet im Wesentlichen an einer textkritischen Neuedition der Metaphysik des Aristoteles einschließlich arabischer und syrischer Überlieferung und zur Schrift Über die Prinzipien des Universums des Alexander von Aphrodisias, die lediglich in einer syrischen und arabischen Übersetzung erhalten ist.

## Schriften (Auswahl)
- Commento al libro Lambda della Metafisica di Aristotele Napoli, Bibliopolis, 2014 (Elenchos. A collection of texts and studies on Ancient philosophy, 61-2).
- Il libro Lambda della Metafisica di Aristotele. Napoli, Bibliopolis, 2012 (Elenchos. A collection of texts and studies on ancient philosophy 61-1), ISBN 978-88-7088-618-4. – Rezension von Pantelis Golitsis, Bryn Mawr Classical Review 2013.06.32, Antwort auf die Rezension von Pantelis Golitsis, Bryn Mawr Classical Review 2013.08.17; siehe auch: dies., Editing Aristotle’s Metaphysics: why should Harlfinger’s stemma be verified?, in: Journal of Ancient Philosophy 8.2, 2014 (online).
- Aporia e sistema. La materia, la forma, il divino nelle Quaestiones di Alessandro di Afrodisia. Edizioni ETS, Pisa 2002 (Pubblicazioni della Facoltà di Lettere e Filosofia dell’Università di Pavia, 97), ISBN 88-467-0439-8.
- mit Mauro Zonta (Hrsg.): Alessandro di Afrodisia, La provvidenza. Questioni sulla provvidenza. Rizzoli, 1999 (Biblioteca Universale Rizzoli).